# ۲٬۲-دی‌متیل‌بوتان
۲،۲-دی‌متیل‌بوتان (به انگلیسی: 2,2-Dimethylbutane) یک ترکیب شیمیایی با شناسه پاب‌کم ۶۴۰۳ است. شکل ظاهری این ترکیب، مایع شفاف بی‌رنگ است.